# Епархия Гуанаре
Епархия Гуанаре (лат. Dioecesis Guanarensis) — епархия Римско-католической церкви с центром в городе Гуанаре, Венесуэла. Епархия Гуанаре входит в митрополию Баркисимето. Кафедральным собором епархии Гуанаре является церковь Пресвятой Девы Марии из Коромото, которая также является наиболее важным санктуарием Девы Марии в Венесуэле.

## История
7 июня 1954 года Папа Римский Пий XII учредил епархию Гуанаре, выделив её из епархии Баркисимето (сегодня — архиепархия Баркисимето) и епархии Калабосо (сегодня — архиепархия Калабосо).
27 декабря 2002 года епархия Гуанаре передала часть своей территории новоучреждённой епархии Акаригуа–Арауре.

## Ординарии епархии
- епископ Педро Пабло Тенрейро Франсиа (23.10.1954 — 11.11.1965);
- епископ Эдуардо Эррера Риера (30.11.1966 — 31.10.1970), назначен вспомогательным епископом Баркисимето;
- епископ Анхель Адольфо Полачини Родригес (25.03.1971 — 16.04.1994);
- епископ Алехандро Фигероа Медина (21.02.1995 — 29.09.2000);
- епископ Хосе Сотеро Валеро Рус (19.03.2001 — 12.10.2011);
- епископ Хосе де ла Тринидад Валера Ангуло (с 12 октября 2011 года).

## Источник
- Annuario Pontificio, Libreria Editrice Vaticana, Città del Vaticano, 2003, ISBN 88-209-7422-3